# Копривницькі Бреґи
46°08′ пн. ш. 16°54′ сх. д. / 46.13° пн. ш. 16.90° сх. д.
Копривницькі Бреґи (хорв. Koprivnički Bregi) — громада і населений пункт в Копривницько-Крижевецькій жупанії Хорватії.

## Населення
Населення громади за даними перепису 2011 року становило 2 381 осіб, з яких абсолютну більшість складали хорвати. Населення самого поселення становило 1 341 осіб.
Динаміка чисельності населення громади:
Динаміка чисельності населення центру громади:

## Населені пункти
Крім поселення Копривницькі Бреґи, до громади також входять:
- Глоговаць
- Юдешеваць